# Elpida Hadjidaki-Marder
Elpida Hadjidaki-Marder (griechisch Ελπίδα Χατζηδάκη – Elpida Chatzidaki; * 1948) ist eine griechische Unterwasserarchäologin. Sie gilt als einer der Pioniere der Meeresarchäologie im Mittelmeer. Ihre zwei bedeutendsten Entdeckungen sind die antike Hafen- und Piratenstadt Phalasarna an der Westspitze Kretas und das größte je entdeckte antike Schiffswrack bei Alonnisos vor der Küste Nordgriechenlands.

## Leben
Elpida Hadjidaki-Marder wurde 1948 geboren und wuchs in der Nähe von Chania auf. Bereits als Kind galt ihr besonderes Interesse dem Meer, dem Tauchen und der griechischen Geschichte. Ende der 1960er Jahre entdeckte sie für sich die Unterwasserarchäologie. Sie schloss das Gymnasium ab und studierte Archäologie an der Manchester University in England. Im Rahmen ihrer Dissertation beschäftigte sie sich mit den Häfen der Antike. Beeinflusst wurde sie von der Taucherin Honor Frost und ihrem Tutor Barri Jones. Danach hat sie an der University of California, Santa Barbara, unter Frank J. Frost promoviert. Hadjidaki-Marders Aufmerksamkeit richtete sich vor allem auf den als verborgen geltenden Hafen von Phalasarna. Die mögliche Lage hatten zwei britische Amateurarchäologen im 19. Jahrhundert ermittelt, jedoch galt die tatsächliche Existenz des Ortes und die vermutete Lage bei Experten und Gelehrten als zweifelhaft. Hadjidaki-Marder ließ sich davon nicht beirren und hatte 1986 mit ihren Bemühungen und Nachforschungen Erfolg. Sie stellte fest, dass die im 4. Jahrhundert vor Christus erbaute Stadt infolge von Erd- und Seebeben verfallen und im Schwemmsand versunken war. Ähnlich wie Pompeji wurde Phalasarna durch die Erdschichten natürlich konserviert und liefert ein eindrucksvolles Zeugnis über die technischen und architektonischen Fähigkeiten der Griechen.
Das größte bekannte antike Schiff bei Alonnisos vor der Küste Nordgriechenlands wurde zuerst von einem Fischer entdeckt. Hadjidaki-Marder erfuhr davon, als sie Leiterin der Abteilung für Unterwasseraltertümer des griechischen Kultusministeriums wurde. Sie unternahm Tauchgänge zu dem 30 × 10 Meter großen Schiffswrack. Dieses konnte auf das 5. Jahrhundert vor Christus datiert werden. An Bord entdeckte sie Amphoren mit Wein und Olivenöl sowie schwarz glasierte Tonwaren aus Athen, wie Teller und Schalen. Vermutlich war das Schiff aus Mazedonien gekommen. Hadjidaki-Marders Entdeckungen belegten erneut die hochentwickelten Fähigkeiten und Kenntnisse der Griechen in der Antike.
Elpida Hadjidaki ist verheiratet.

## Werke (Auswahl)
- Elpida Hadjidaki:  Ein Schiffswrack aus klassischer Zeit vor der Insel Alonnisos, Griechenland. In: ANTIKE WELT. Zeitschrift für Archäologie und Kulturgeschichte. Sonderheft In Poseidons Reich – Archäologie unter Wasser, Verlag Philipp von Zabern, Mainz 1995, ISBN 3-8053-1643-7.
- Elpida Hadjidaki: The Hellenistic Harbour of Phalasarna in Western Crete. In: Avner Raban, Kenneth G. Holum: Caesarea Maritima. Brill Academic Pub, 1996.
- Elpida Hadjidaki-Marder: Auf der Suche nach den Seefahrern der Antike. In: Frauen erkunden die Welt. 3. Auflage. Frederking & Thaler, 2008, ISBN 978-3-89405-220-1.